# Rose Loga
Rose Loga (Parigi, 27 luglio 2002) è una martellista francese, ha vinto la medaglia di bronzo ai campionati europei del 2024.

## Record nazionali
Allievi
- Lancio del martello (3 kg): 70,28 m ( Franconville, 18 dicembre 2019)

## Progressione

### Lancio del martello
| Stagione | Misura  | Luogo             | Data      | Rank. Mond. |
| -------- | ------- | ----------------- | --------- | ----------- |
| 2024     | 72,68 m | Roma              | 10-6-2024 |             |
| 2023     | 70,04 m | Parigi            | 9-6-2023  |             |
| 2022     | 70,81 m | Saran             | 22-5-2022 |             |
| 2021     | 71,09 m | Eaubonne          | 31-1-2021 |             |
| 2020     | 66,54 m | Salon-de-Provence | 15-2-2020 |             |
| 2019     | 59,66 m | Vineuil           | 5-5-2019  |             |
| 2018     | 56,85 m | Saran             | 20-5-2018 |             |

## Palmarès
| Anno | Manifestazione  | Sede     | Evento              | Risultato | Prestazione | Note                          |
| ---- | --------------- | -------- | ------------------- | --------- | ----------- | ----------------------------- |
| 2018 | Europei U18     | Győr     | Lancio del martello | 16ª (q)   | 60,22 m     |                               |
| 2021 | Europei U20     | Tallinn  | Lancio del martello | Argento   | 67,11 m     |                               |
| 2021 | Mondiali U20    | Nairobi  | Lancio del martello | Argento   | 67,70 m     |                               |
| 2022 | Europei         | Monaco   | Lancio del martello | 20ª (q)   | 66,27 m     |                               |
| 2023 | Europei U23     | Espoo    | Lancio del martello | 11ª       | 62,63 m     |                               |
| 2023 | Mondiali        | Budapest | Lancio del martello | 24ª (q)   | 67,95 m     | [ 1 ]                         |
| 2024 | Europei         | Roma     | Lancio del martello | Bronzo    | 72,68 m     | Miglior prestazione personale |
| 2024 | Giochi olimpici | Parigi   | Lancio del martello | 19ª (q)   | 68,94 m     |                               |

## Campionati nazionali
2020
- Bronzo ai campionati francesi (Albi), lancio del martello - 63,98 m

2021
- Argento ai campionati francesi (Angers), lancio del martello - 69,48 m

2022
- Bronzo ai campionati francesi (Caen), lancio del martello - 63,74 m

2023
- Bronzo ai campionati francesi (Albi), lancio del martello - 66,71 m

## Altre competizioni internazionali
2019
- 5ª al Festival olimpico estivo della gioventù ( Baku), lancio del martello - 68,23 m

2023
- 5ª ai Coppa Europa di lanci, ( Leiria), lancio del martello - 69,45 m
- 10ª ai Campionati europei a squadre, ( Chorzów), lancio del martello - 65,71 m

2024
- 6ª ai Coppa Europa di lanci, ( Leiria), lancio del martello - 67,35 m